# Urs Graf

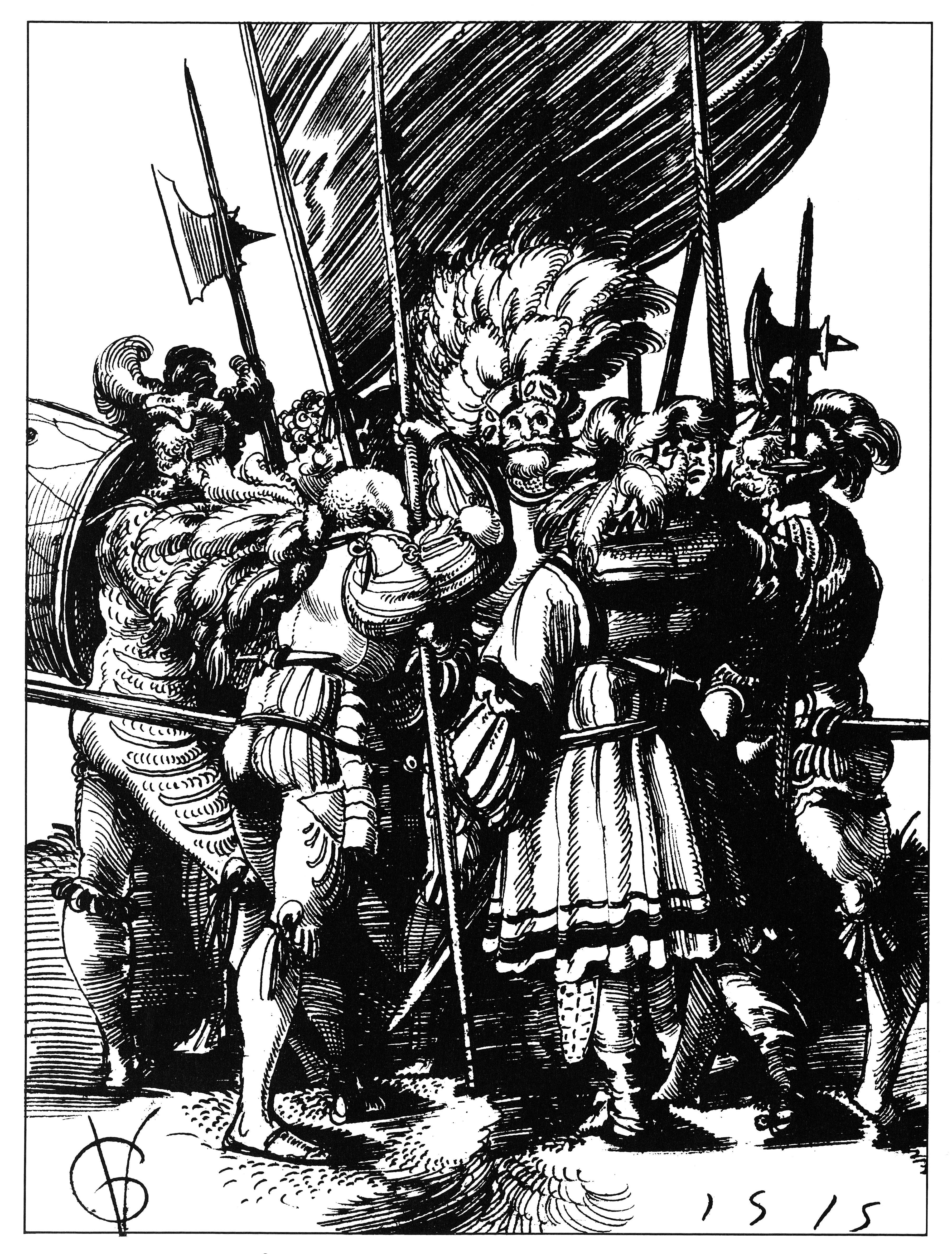
A Svájci Konföderáció seregének haditanácsa a Páviai csatában (1512)

Urs Graf (Solothurn, kb. 1485-90, – 1529) festő, rézmetsző és fametsző.
Német zsoldosként igen mozgalmas és kalandos életet élt, míg végre 1509-ben Bázelben telepedett le. 1515-ben részt vett Marignanónál az ütközetben, ahol sok viszontagságon esett át. Rézkarcai, fametszetei, amelyek erőteljes néha vaskos módon fejezik ki mondanivalójukat, sokszor Hans Holbeinre emlékeztetnek. 1511-ben egy sorozat fametszete jelent meg (83) Jézus életéről. Nevezetes még 13 lapja svájci zászlóvivőkről.